# ستاته
ستاته (به ایتالیایی: Statte) یک کومونه در ایتالیا است که در استان تارانتو واقع شده‌است. ستاته ۹۲ کیلومتر مربع مساحت و ۱۴٬۴۹۴ نفر جمعیت دارد و ۱۳۸ متر بالاتر از سطح دریا واقع شده‌است.